# 安達曼群島硬皮鰕虎魚
安達曼群島硬皮鰕虎魚（学名：Callogobius andamanensis）为輻鰭魚綱鱸形目鰕虎亞目鰕虎鱼科的其中一種，為熱帶海水魚，分布於印度洋安達曼群島中部海域，體長可達5.4公分，棲息在底中層水域，生活習性不明。